# Weybourne (Norfolk)
Weybourne – wieś w Anglii, w hrabstwie Norfolk, w dystrykcie North Norfolk. Leży 37 km na północ od Norwich i 182 km na północny wschód od Londynu. W 2001 miejscowość liczyła 518 mieszkańców.